# 조엘리 리처드슨
조엘리 리처드슨(Joely Richardson, 1965년 1월 9일 ~ )은 잉글랜드의 배우이다.

## 출연 작품
- 어페어 오브 더 넥클리스
- 패트리어트
- 이벤트 호라이즌
- 101 마리 달마시안
- 파가니니: 악마의 바이올리니스트 - 에델 랭햄 역
- 엔들리스 러브 - 앤 버터필드 역
- 뱀파이어 아카데미
- 매기 - 캐롤라인 역
- 더 메신저 - 정신과 의사 역
- 스노든 - 재닌 깁슨 역
- 헤밍웨이 인 하바나 - 메리 헤밍웨이 역
- 폴른: 추락천사 - 소피아 역
- 브리티시 잡 - 에저벳 졸론도스 역
- 인 다크니스 - 알렉스 역
- 레드 스패로 - 니나 에고로바 역
- 더 로스트 걸스